# 加里·贝格
加里·贝格（英語：Gary Begg，1940年12月29日—），加拿大前男子冰球运动员，场上位置是前锋。他曾代表加拿大国家队参加1964年冬季奥林匹克运动会冰球比赛，获得第4名。